# 서울스퀘어
서울스퀘어(영어: SEOUL SQUARE)는 대한민국 서울특별시 중구 남대문로5가에 있는 사무용 빌딩으로, 현 소유주는 NH투자증권이다. 한때 대우그룹의 본사로서 대우센터빌딩 (대우빌딩)이라는 이름이었으나, 대우그룹 해체 후 매각과 리모델링을 거쳐 2009년에 현재의 이름이 되었다. 서울역 버스환승센터와 한강대로를 사이에 두고 있으며, 건물 오른편에는 서울남대문경찰서가 있다.
과거에는 서울역 바로 앞에 위치한 입지로 인해 서울의 상징적인 관문이라는 이미지를 지니고 있었으며, 대한민국의 고도 성장기를 상징하는 건물이기도 했다. 또한 다수의 문학작품과 드라마 《미생》 등의 작품에서 소재로 등장하기도 하였다. 2014년 10월에는 미국 친환경건물인증 LEED EBOM의 최고 등급을 국내 리모델링 빌딩으로는 처음으로 수여 받았다.

## 역사

### 대우센터 빌딩 시절

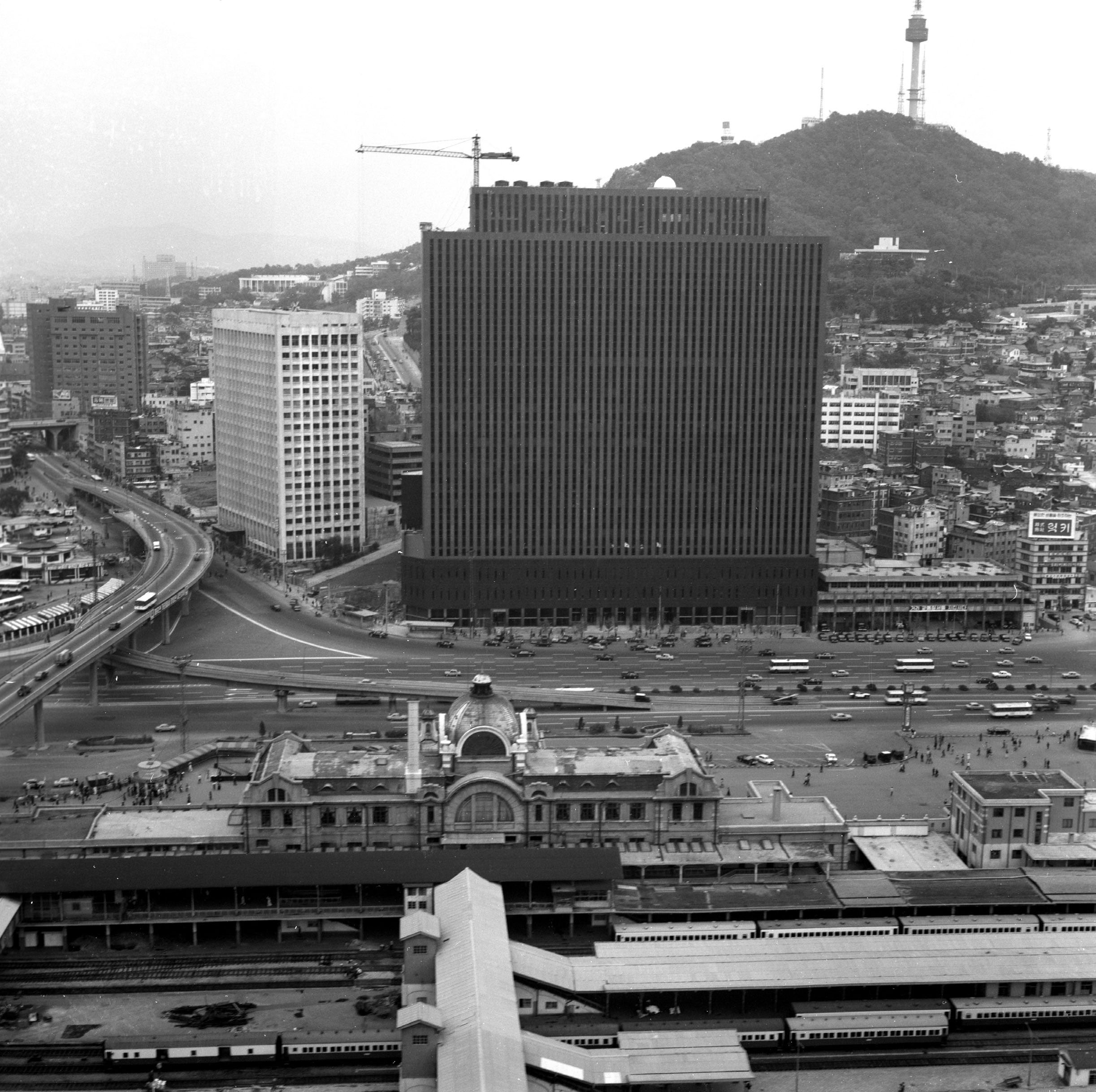
서울역 앞 건설 중인 대우빌딩 (1976년)

대우센터빌딩(현 서울스퀘어)은 교통부와 철도청이 청사로 쓸 목적으로 '교통센터'라는 7층 건물을 짓던중 화재가 발생해 공사가 중단되었다. 이후 1973년 12월  대우그룹이 47억 1천만원에 교통센터 부지를 인수, 23층 규모의 사옥을 1977년에 완공하였다. 당시 이름은 '대우센터빌딩'이었다. 완공 당시부터 대우자동차, 대우건설, 대우전자, 대우인터내셔널, 대우조선 등 대우그룹의 전 계열사가 입주한 본사로 사용되었으며, 맨 꼭대기 층인 25층에는 김우중 회장의 집무실이 있었다.
대우센터빌딩은 완공 당시 국내 최대 규모의 오피스빌딩이었으며, 가로/세로 100m 길이의 정사각형 모양의 붉은색 건축물로, 지금의 건축법상으로는 구현하기 어려운 형태로 알려져 있다. 준공 당시 화제가 되어 전국에서 구경꾼이 몰려 빌딩 주변이 북새통이었다고 전해진다. 거기다 가장 먼저 불이 켜지고 가장 늦게 꺼지는 건물로, 국내에서 가장 많은 전력을 쓰는 빌딩으로 조사되기도 했다.
완공 당시 서울 시내는 스카이라인이 그다지 높지 않았기 때문에 대우빌딩에서 청와대가 내려다보이는 바람에 청와대 경호실의 제기로 대우빌딩의 청와대 방향 창문을 모두 가렸다는 비화가 있다. 빌딩 옥상에는 수도방위사령부 소속 방공포 4대가 설치되어 민간인 출입이 통제되기도 하였다.

### 리모델링
1997년 IMF 외환 위기를 겪은 대우그룹은 1999년에 해체되면서 계열사들이 흩어진 이후, 대우빌딩도 2006년 금호아시아나그룹에 매각되었고 2007년에는 모건스탠리가 9,600억원에 인수했다.
모건스탠리에 매각된 이후인 2007년 9월부터는 대대적인 리모델링이 실시되었다. 리모델링 과정은 딱딱하고 권위적인 건물 이미지를 보다 새롭고 경쾌하며 열린 이미지로 바꿔 사람들에게 다가가는 것을 목표로 삼았다. 리모델링 초창기 계획은 건물 전면부를 유리 파사드로 교체하고, 그 사이에 캔버스를 구현하고자 하였으나, 서울시 인허가 과정에서 재개발로 간주되어, 주변 부지를 매입해 기부채납을 해야 한다는 점으로 인해 무산되었다. 이후 리모델링 방식은 LED 소자를 전면부에 박아 미디어 파사드 형태를 구현하는 방식으로 바뀌었다.

줄리안 오피의 작품 군중(Crowd)이 틀어진 서울스퀘어의 미디어 파사드, 2009년작

건물 외관 뿐만 아니라 내부에도 딱딱한 이미지를 없애기 위해 노력하였는데, 당시 설계를 맡은 김진구 대표는 "사람들이 건물의 외관만 보고 판단하지 않게 하기 위해 내부 디자인에 곡선을 많이 도입했다"고 설명하였다. 리모델링 작업이 마무리되던 2009년 2월에는 건물 이름을 지금의 서울스퀘어로 바꾸었으며, 2009년 10월 말에는 리모델링 과정이 모두 완료되었다. 이후 2009년 11월 17일에 재개관했다. 리모델링에 들어간 총 예산은 약 1~2000억 원에 달했다.

### 서울스퀘어의 현재
하지만 리모델링 공사에도 불구하고 2008년 세계 금융 위기 여파와 부동산 경기 침체로 인해 사무실 임대가 지지부진하고, 빌딩 가치도 하락해 거액의 손실을 보게 되자, 모건스탠리는 2010년 12월 싱가포르계 투자회사인 알파인 베스트먼트 파트너스에 서울스퀘어를 8,000억 원에 매각했다. 모건스탠리는 같은해 12월 31일자로 한국 내 부동산 투자부문인 모건스탠리 리얼 에스테이트 인베스팅을 철수하기도 했다. 2013년까지만 해도 서울스퀘어의 공실률은 40%에 달해 서울특별시의 프라임급 오피스빌딩 중에서 높은 수준을 기록했으나, 2014년을 기점으로 외국계 기업들을 다수 유치하면서 공실률이 줄어드는 양상이다. 2016년 기준으로 서울스퀘어에는 메르세데스벤츠·지멘스 AG·엑슨모빌 등의 독일계 기업들과 LG전자·KEB하나은행·우리은행 등의 기업들이 입점해 있고, 주한 독일 대사관, 주한 덴마크 대사관, 주한 에스토니아 대사관, 주한 유럽 연합 대표부, 주한 바레인 대사관도 자리잡고 있다.
2014년 tvN 드라마 《미생》에서 배경이 되는 운수기업 '원인터네셔널'의 사옥을 서울스퀘어로 삼고, 실제 서울스퀘어의 빈 사무공간과 옥상 등을 촬영장소로 삼았다. 《미생》의 프로듀서를 맡은 이재문은 "치열하게 움직이는 대기업 직원군을 그리기 위해 상징적인 건물이 필요했다"며 "성처럼 보이면서 고독해 보이는 건물, 한국경제에 상징적인 건물이라는 점에서도 특별하다"라고 말하기도 했다. 드라마가 큰 인기를 얻으면서 드라마 속의 배경이 된 서울스퀘어도 '장그래 빌딩'이라는 별칭으로 재조명을 받게 되었다.
2019년에 NH투자증권이 알파인으로부터 인수했다.

## 내부 시설
서울스퀘어는 본 건물과 주차동으로 나뉘며, 주차동은 부속 건물로서 7층 높이이다.
| 층수       | 용도                          |
| ---------- | ----------------------------- |
| 4층 ~ 23층 | 사무공간                      |
| 3층        | 사무공간, 편의공간            |
| 2층        | 전문 식당가, 전문 금융 서비스 |
| 1층        | 메인 로비, 미팅실             |
| 지하 1층   | 상업 시설                     |
| 지하 2층   | 지하주차장                    |

## 갤러리

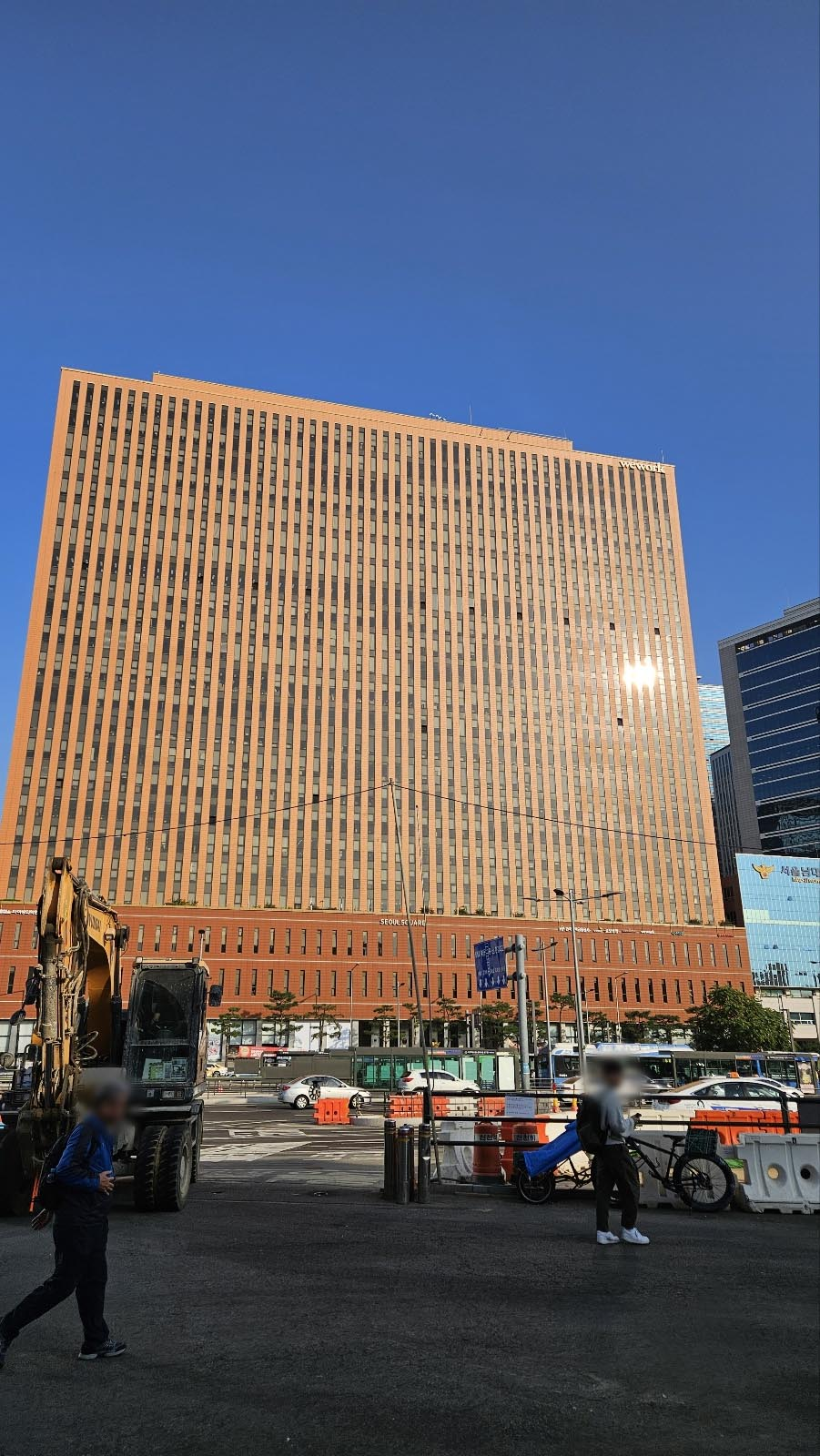
2024년 10월
2010년 3월 27일
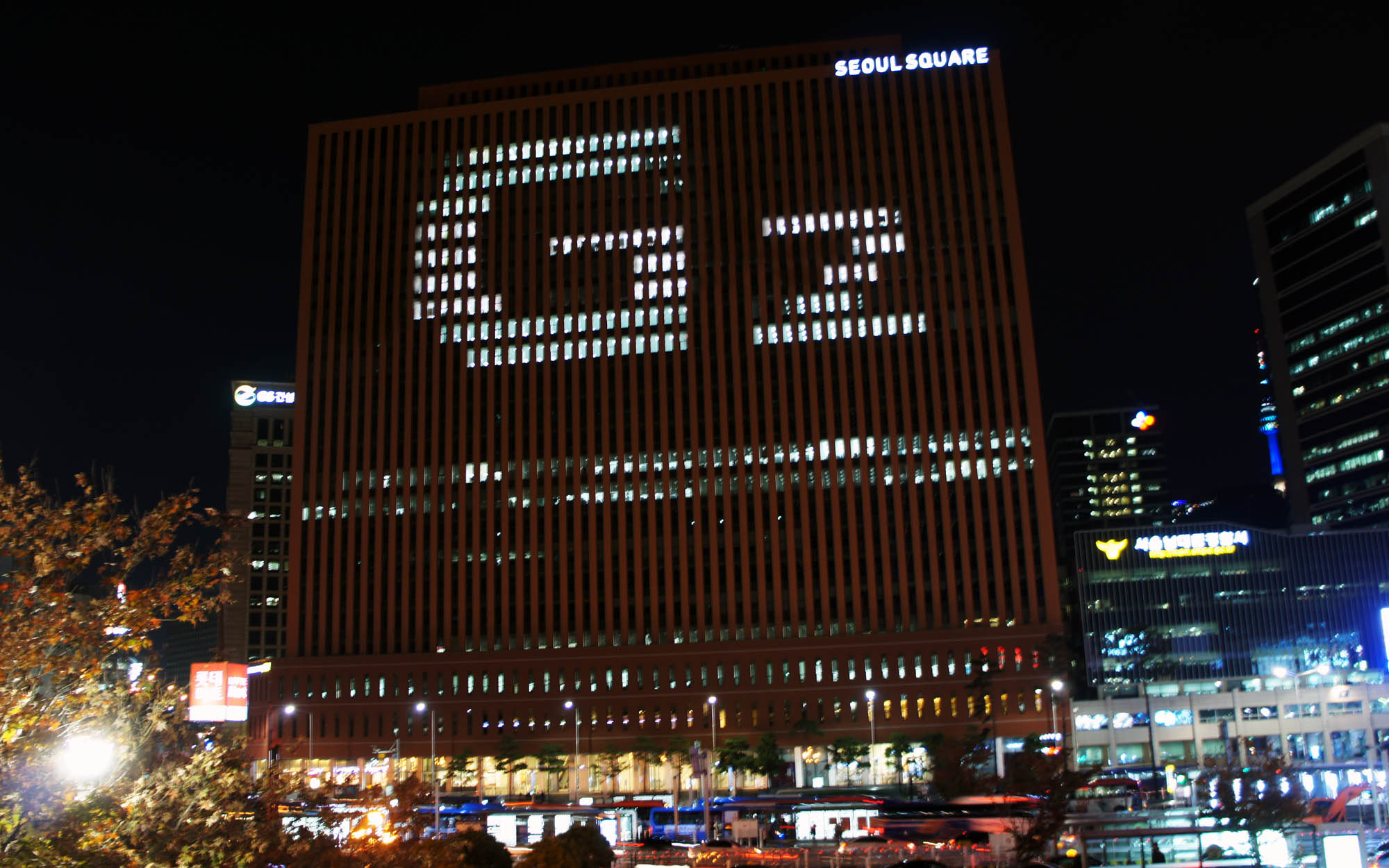
2013년 11월 11일(LG전자, 서울스퀘어 ‘G2’ 조명광고 실시)
2015년 9월 29일

## 교통
- 서울역 - 서울지하철 1호선 승강장 8, 9번 출구, 서울지하철 4호선 승강장 10번 출구[9]
- 서울 시내버스
  - 간선버스 - 421, 505, 507번
  - 순환버스 - 03번
  - 공항버스 - 6001번